# Liste des chapitres de Vinland Saga
Cet article est un complément de l’article sur le manga Vinland Saga. Il contient la liste des volumes du manga parus en presse à partir du tome 1, avec les chapitres qu’ils contiennent.
Il existe deux versions des tomes 1 et 2, à cause du transfert de la série du magazine Weekly Shōnen Magazine à Afternoon,. La réimpression à partir de la publication d'Afternoon a apporté des modifications, des couvertures différentes et de nouveaux commentaires de l'auteur, sur les jaquettes notamment.

## Volumes reliés

### Tomes 1 à 10
| no | Japonais          | Japonais          | Français          | Français          |
| no | Date de sortie    | ISBN              | Date de sortie    | ISBN              |
| --- | ----------------- | ----------------- | ----------------- | ----------------- |
| 1 | 23 août 2006      | 978-4-06-314423-9 | 15 janvier 2009   | 978-2-351-42355-4 |
| Liste des chapitres : - Chapitre 1 : Normanni (北人, Noruman'ni) - Chapitre 2 : Quelque part, loin d'ici (ここではないどこか, Kokode Wanai Doko ka) - Chapitre 3 : Au-delà des océans, le bout du Monde (海の果ての果て, Uminohate no Hate) - Chapitre 4 : Ces chaïnes que nul ne peut briser (解かれ得ぬ鎖, Tokare Enu Kusari) - Chapitre 5 : Le Troll (戦鬼, Tororu) - Hors-série : Chroniques d'une fille viking, l'intrépide général YLVA |                   |                   |                   |                   |
| 2 | 22 septembre 2006 | 978-4-06-314428-4 | 12 mars 2009      | 978-2-351-42356-1 |
| Liste des chapitres : - Chapitre 6 : Un messager du champ de bataille (戦場よりの使者, Senjō Yori no Shisha) - Chapitre 7 : L'épée (剣, Ken) - Chapitre 8 : Le début du voyage (旅の始まり, Tabi no hajimari) - Chapitre 9 : Piège dans les mers lointaines (絶海の罠, Zekkai no wana) - Chapitre 10 : Un sillage dans la nuit (夜の航跡, Yoru no kōseki) - Chapitre 11 : La cage (檻, Ori) - Chapitre 12 : Pire qu'un monstre (化け物以上上, Bakemono ijō) - Chapitre 13 : Une odeur (匂い, Nioi) - Chapitre 14 : L'épée de Thors (トールズの剣, Tōruzu no ken) - Chapitre 15 : Le véritable guerrier (本当の戦士, Hontō no senshi) - Chapitre 16 : La mort de Thors (トールズの死, Tōruzu no shi) - Compte-rendu de voyage : « Je suis allé au pays des aurores boréales » |                   |                   |                   |                   |
| 3 | 23 octobre 2006   | 978-4-06-314433-8 | 11 juin 2009      | 978-2-351-42357-8 |
| Liste des chapitres : - Chapitre 17 : Angleterre - An 1008 (イングランド―1008年―, Ingurando ― 1008-nen ―) - Chapitre 18 : Angleterre - An 1013 (イングランド―1013年―, Ingurando ― 1013-nen ―) - Chapitre 19 : Duel à mort sur le pont de Londres (ロンドン橋の死闘, Rondon hashi no shitō) - Chapitre 20 : Ragnarök (ラグナロク, Ragunaroku) - Chapitre 21 : Walhalla (ヴァルハラ, Vu~aruhara) - Interlude : Ylva travaille dur |                   |                   |                   |                   |
| 4 | 23 février 2007   | 978-4-06-314440-6 | 10 septembre 2009 | 978-2-351-42358-5 |
| Liste des chapitres : - Chapitre 22 : Le fils du Troll (戦鬼の子, Tororu no ko) - Chapitre 23 : Les renforts (援軍, Engun) - Chapitre 24 : Le pays sur l'autre rive (対岸の国, Taigan no kuni) - Chapitre 25 : Le bluff (ハッタリ, Hattari) - Chapitre 26 : Artorius (アルトリウス, Arutoriusu) - Chapitre 27 : Les guerriers et le moine (戦士と修道士, Senshi to shūdō-shi) - Chapitre 28 : Attaque de nuit (夜間襲撃, Yakan shūgeki) - Hors-série : Bonus - Spécial Hidéo Nishimoto - Chroniques d'une jeune fille viking YLVA |                   |                   |                   |                   |
| 5 | 23 octobre 2007   | 978-4-06-314473-4 | 10 décembre 2009  | 978-2-351-42359-2 |
| Liste des chapitres : - Chapitre 29 : Père et fils (父と子, Chantoko) - Chapitre 30 : La table du maître et de son serviteur (主従の食卓, Shujū no shokutaku) - Chapitre 31 : L'histoire des bêtes (ケダモノの歴史, Kedamono no rekishi) - Chapitre 32 : Les déserteurs (逃亡兵団, Tōbō heidan) - Chapitre 33 : Trahison (裏切り, Uragiri) - Chapitre 34 : Avalon (アヴァロン, Avu~aron) - Chapitre 35 : Contact entre les deux armées (両軍接触, Ryōgun sesshoku) |                   |                   |                   |                   |
| 6 | 23 juin 2008      | 978-4-06-314510-6 | 11 mars 2010      | 978-2-351-42511-4 |
| Liste des chapitres : - Chapitre 36 : Deux guerriers sur le champ de bataille (戦場のふたり, Senjō no futari) - Chapitre 37 : La définition de l'amour (愛の定義, Ai no teigi) - Chapitre 38 : Hors du berceau (ゆりかごの外, Yuri kago no soto) - Chapitre 39 : Le réveil du roi (王の目覚め, Ō no mezame) - Chapitre 40 : La légende de Thors (トールズ伝, Tōruzu-den) - Chapitre 41 : L'alliance militaire (共闘, Kyōtō) - Chapitre 42 : L'arbitrage (裁定, Saitei) |                   |                   |                   |                   |
| 7 | 23 février 2009   | 978-4-06-314544-1 | 10 juin 2010      | 978-2-351-42535-0 |
| Liste des chapitres : - Chapitre 43 : Le retour du prince (王子生還, Ōji seikan) - Chapitre 44 : La malédiction de la couronne (王冠の呪い, Ōkan no noroi) - Chapitre 45 : Le dernier ami (最後の友達, Saigo no tomodachi) - Chapitre 46 : Le renard et le loup (二匹の孤狼, Ni-biki no ko ōkami) - Chapitre 47 : L'absence du héros (英雄不在, Eiyū fuzai) - Chapitre 48 : Retrouvailles (再会, Saikai) - Chapitre 49 : Karlsefni (カルルセヴニ, Karusevuni) |                   |                   |                   |                   |
| 8 | 23 septembre 2009 | 978-4-06-314581-6 | 14 octobre 2010   | 978-2-351-42536-7 |
| Liste des chapitres : - Chapitre 50 : Intrigues (謀略, Bōryaku) - Chapitre 51 : Mécompte (誤算, Gosan) - Chapitre 52 : La renaissance du héros (英雄復活, Eiyū fukkatsu) - Chapitre 53 : La fureur du roi de Britannia (ブリタニア王猛る, Buritania-ō takeru) - Chapitre 54 : Fin du prologue (END OF THE PROLOGUE) - Chapitre 55 : Esclaves (奴隷, Dorei) - Chapitre 56 : La ferme de Ketil (ケティル農場, Ketiru nōjō) |                   |                   |                   |                   |
| 9 | 23 juin 2010      | 978-4-06-310672-5 | 10 mars 2011      | 978-2-351-42601-2 |
| Liste des chapitres : - Chapitre 57 : Le jeune maître (若様, Wakasama) - Chapitre 58 : Des humains qu'n peut tuer (殺してもいい人間, Koroshite mo ī ningen) - Chapitre 59 : Le Serpent (蛇, Hebi) - Chapitre 60 : Le premier ami (最初の友達, Saisho no tomodachi) - Chapitre 61 : La voie du sang (血の道, Chinomichi) - Chapitre 62 : La méthode de Knut (クヌートのやり方, Kunūto no yarikata) - Chapitre 63 : Je veux un cheval (馬がほしい, Uma ga hoshī) - Chapitre 64 : Je veux un cheval, 2ème partie (続・馬がほしい, Zoku-ba ga hoshī) |                   |                   |                   |                   |
| 10 | 22 avril 2011     | 978-4-06-310736-4 | 13 octobre 2011   | 978-2-351-42681-4 |
| Liste des chapitres : - Chapitre 65 : Dans la maison du vieux maître (大旦那の家で, Dai dan'na no ie de) - Chapitre 66 : Germination (発芽, Hatsuga) - Chapitre 67 : Ketil au poing de fer (鉄拳ケティル, Tekken ketiru) - Chapitre 68 : Un homme vide (カラッポな男, Karappona otoko) - Chapitre 69 : Cruauté (いじめ, Ijime) - Chapitre 70 : Au cœur du rêve (夢の中身, Yume no nakami) - Chapitre 71 : Le serment (誓い, Chikai) |                   |                   |                   |                   |

### Tomes 11 à 20
| no | Japonais         | Japonais          | Français          | Français          |
| no | Date de sortie   | ISBN              | Date de sortie    | ISBN              |
| --- | ---------------- | ----------------- | ----------------- | ----------------- |
| 11 | 23 janvier 2012  | 978-4-06-387801-1 | 13 décembre 2012  | 978-2-351-42782-8 |
| Liste des chapitres : - Chapitre 72 : La malédiction des têtes (呪いの首, Noroi no kubi) - Chapitre 73 : Quand nous serons libres (自由になったら, Jiyū ni nattara) - Chapitre 74 : L'esclave en fuite (逃亡奴隷, Tōbō dorei) - Chapitre 75 : Le roi et l'épée (王と剣, Ō to ken) - Chapitre 76 : L'heure de gloire d'Ormar (オルマル晴れ舞台, Orumaru hare butai) - Chapitre 77 : L'humiliation (侮辱, Bujoku) - Chapitre 78 : Acte de trahison (反逆罪, Hangyaku-zai) |                  |                   |                   |                   |
| 12 | 22 novembre 2012 | 978-4-06-387850-9 | 14 novembre 2013  | 978-2-351-42929-7 |
| Liste des chapitres : - Chapitre 79 : Nuages noirs annonciateurs d'orage (暗雲の先触れ, An'un no sakibure) - Chapitre 80 : L'attaque de Gardar (ガルザル来襲, Garuzaru raishū) - Chapitre 81 : L'orage (嵐, Arashi) - Chapitre 82 : Entraves (縛め, Imashi me) - Chapitre 83 : Expiation (償い, Tsugunai) - Chapitre 84 : Un rêve égoïste (都合のいい夢, Tsugōnoī yume) - Chapitre 85 : Le duel (対決, Taiketsu) - Chapitre 86 : Ceux qui ne rentreront jamais chez eux (帰れないふたり, Kaerenai futari) |                  |                   |                   |                   |
| 13 | 23 juillet 2013  | 978-4-06-387909-4 | 13 novembre 2014  | 978-2-368-52079-6 |
| Liste des chapitres : - Chapitre 87 : Le premier recours (最初の手段, Saisho no shudan) - Chapitre 88 : Le châtiment (罰, Batsu) - Chapitre 89 : La veillée d'armes (開戦前夜, Kaisen zen'ya) - Chapitre 90 : Le prix d'un repas (飯の代金, Meshi no daikin) - Chapitre 91 : Bataille à la ferme de Ketil (ケティル農場の戦い, Ketiru nōjō no tatakai) - Chapitre 92 : Le temps qu'ils comptent jusqu'à cent (百数える間, Hyaku kazoeru ma) - Chapitre 93 : La naissance d'un guerrier (戦士の誕生, Senshi no tanjō) |                  |                   |                   |                   |
| 14 | 21 février 2014  | 978-4-06-387956-8 | 12 mars 2015      | 978-2-368-52080-2 |
| Liste des chapitres : - Chapitre 94 : Demande de reddition (降伏勧告, Kōfuku kankoku) - Chapitre 95 : L'oubli (忘れ物, Wasuremono) - Chapitre 96 : L'homme sans ennemi (無敵, Muteki) - Chapitre 97 : L'empereur rebelle (叛逆の帝王, Hangyaku no teiō) - Chapitre 98 : Les deux Paradis (ふたつの楽土, Funatsu no rakudo) - Chapitre 99 : L'appareillage (船出, Funade) - Chapitre 100 : Le retour au pays (帰郷, Kikyō) |                  |                   |                   |                   |
| 15 | 23 octobre 2014  | 978-4-06-387999-5 | 12 novembre 2015  | 978-2-368-52209-7 |
| Liste des chapitres : - Chapitre 101 : L'hirondelle enchaînée (1ère partie) (繋がれたアジサシ(クリーア)1, Tsunaga reta ajisashi 1) - Chapitre 102 : L'hirondelle enchaînée (2ème partie) (繋がわたアジサシ(クリーア)2, Tsunaga reta ajisashi 2) - Chapitre 103 : L'hirondelle enchaînée (3ème partie) (繋がれたアジサシ(クリーア)3, Tsunaga reta ajisashi 3) - Chapitre 104 : L'hirondelle enchaînée (4ème partie) (繋がれたアジサシ(クリーア)4, Tsunaga reta ajisashi 4) - Chapitre 105 : L'hirondelle enchaînée (5ème partie) (繋がれたアジサシ(クリーア)5, Tsunaga reta ajisashi 5) - Chapitre 106 : L'hirondelle enchaînée (6ème partie) (繋がれたアジサシ(クリーア)6, Tsunaga reta ajisashi 6) - Chapitre 107 : L'hirondelle enchaînée (7ème partie) (繋がれたアジサシ(クリーア)7, Tsunaga reta ajisashi 7) |                  |                   |                   |                   |
| 16 | 23 juin 2015     | 978-4-06-388062-5 | 12 mai 2016       | 978-2-368-52273-8 |
| Liste des chapitres : - Chapitre 108 : L'hirondelle enchaînée (8ème partie) (繋がれたアジサシ(クリーア)8, Tsunaga reta ajisashi 8) - Chapitre 109 : L'hirondelle libérée (放たれたアジサシ(クリーア), Hanata reta ajisashi) - Chapitre 110 : La traversée de la mer du Nord (北海横断, Hokkai ōdan) - Chapitre 111 : Du guerrier au guerrier (戦士から、戦士へ, Senshi kara, senshi e) - Chapitre 112 : Le devoir de vengance (復讐の義務, Fukushū no gimu) - Chapitre 113 : Les poids morts (厄介な奴ら, Yakkaina yatsura) - Chapitre 114 : Le Chasseur et la Proie (1ère partie) (狩る者 狩られる者1, Karu mono kara reru mono 1) - Chapitre 115 : Le Chasseur et la Proie (2ème partie) (狩る者 狩られる者2, Karu mono kara reru mono 2)                                                                      |                  |                   |                   |                   |
| 17 | 22 janvier 2016  | 978-4-06-388109-7 | 12 janvier 2017   | 978-2-368-52417-6 |
| Liste des chapitres : - Chapitre 116 : Le Chasseur et la Proie (3ème partie) (狩る者 狩られる者3, Karu mono kara reru mono 3) - Chapitre 117 : Le Chasseur et la Proie (4ème partie) (狩る者 狩られる者4, Karu mono kara reru mono 4) - Chapitre 118 : Le Chasseur et la Proie (5ème partie) (狩る者 狩られる者5, Karu mono kara reru mono 5) - Chapitre 119 : Le Chasseur et la Proie (6ème partie) (狩る者 狩られる者6, Karu mono kara reru mono 6) - Chapitre 120 : Le Chasseur et la Proie (7ème partie) (狩る者 狩られる者7, Karu mono kara reru mono 7) - Chapitre 121 : Le Chasseur et la Proie (8ème partie) (狩る者 狩られる者8, Karu mono kara reru mono 8) - Chapitre 122 : Le Chasseur et la Proie (9ème partie) (狩る者 狩られる者9, Karu mono kara reru mono 9)                                    |                  |                   |                   |                   |
| 18 | 23 août 2016     | 978-4-06-388170-7 | 14 septembre 2017 | 978-2-368-52462-6 |
| Liste des chapitres : - Chapitre 123 : Une vie empruntée (借り物の命, Karimono no inochi) - Chapitre 124 : Départ de Norvège (ノルウェー出立, Noruu~ē shuppatsu) - Chapitre 125 : Guerre en mer Baltique (1ère partie) (バルト海戦役1, Barutokai sen'eki 1) - Chapitre 126 : Guerre en mer Baltique (2ème partie) (バルト海戦役2, Barutokai sen'eki 2) - Chapitre 127 : Guerre en mer Baltique (3ème partie) (バルト海戦役3, Barutokai sen'eki 3) - Chapitre 128 : Guerre en mer Baltique (4ème partie) (バルト海戦役4, Barutokai sen'eki 4) - Chapitre 129 : Guerre en mer Baltique (5ème partie) (バルト海戦役5, Barutokai sen'eki 5) |                  |                   |                   |                   |
| 19 | 21 avril 2017    | 978-4-06-388251-3 | 8 février 2018    | 978-2-368-52586-9 |
| Liste des chapitres : - Chapitre 130 : Guerre en mer Baltique (6ème partie) (バルト海戦役6, Barutokai sen'eki 6) - Chapitre 131 : Guerre en mer Baltique (7ème partie) (バルト海戦役7, Barutokai sen'eki 7) - Chapitre 132 : Guerre en mer Baltique (8ème partie) (バルト海戦役8, Barutokai sen'eki 8) - Chapitre 133 : Guerre en mer Baltique (9ème partie) (バルト海戦役9, Barutokai sen'eki 9) - Chapitre 134 : Guerre en mer Baltique (10ème partie) (バルト海戦役10, Barutokai sen'eki 10) - Chapitre 135 : Guerre en mer Baltique (11ème partie) (バルト海戦役11, Barutokai sen'eki 11) - Chapitre 136 : Guerre en mer Baltique (12ème partie) (バルト海戦役12, Barutokai sen'eki 12) |                  |                   |                   |                   |
| 20 | 22 novembre 2017 | 978-4-06-510362-3 | 15 novembre 2018  | 978-2-368-52698-9 |
| Liste des chapitres : - Chapitre 137 : Guerre en mer Baltique (13ème partie) (バルト海戦役13, Barutokai sen'eki 13) - Chapitre 138 : Guerre en mer Baltique (14ème partie) (バルト海戦役14, Barutokai sen'eki 14) - Chapitre 139 : Guerre en mer Baltique (15ème partie) (バルト海戦役15, Barutokai sen'eki 15) - Chapitre 140 : Guerre en mer Baltique (16ème partie) (バルト海戦役16, Barutokai sen'eki 16) - Chapitre 141 : Guerre en mer Baltique (17ème partie) (バルト海戦役17, Barutokai sen'eki 17) - Chapitre 142 : Guerre en mer Baltique (18ème partie) (バルト海戦役18, Barutokai sen'eki 18) - Chapitre 143 : Guerre en mer Baltique (19ème partie) (バルト海戦役19, Barutokai sen'eki 19) - Chapitre 144 : Guerre en mer Baltique (20ème partie) (バルト海戦役20, Barutokai sen'eki 20)            |                  |                   |                   |                   |

### Tomes 21 à 29
| no | Japonais          | Japonais          | Français         | Français                                                                 |
| no | Date de sortie    | ISBN              | Date de sortie   | ISBN                                                                     |
| --- | ----------------- | ----------------- | ---------------- | ------------------------------------------------------------------------ |
| 21 | 23 août 2018      | 978-4-06-512433-8 | 11 avril 2019    | 978-2-368-52726-9                                                        |
| Liste des chapitres : - Chapitre 145 : Guerre en mer Baltique (21ème partie) (バルト海戦役21, Barutokai sen'eki 21) - Chapitre 146 : Guerre en mer Baltique (22ème partie) (バルト海戦役22, Barutokai sen'eki 22) - Chapitre 147 : Guerre en mer Baltique (23ème partie) (バルト海戦役23, Barutokai sen'eki 23) - Chapitre 148 : Guerre en mer Baltique (24ème partie) (バルト海戦役24, Barutokai sen'eki 24) - Chapitre 149 : Guerre en mer Baltique (25ème partie) (バルト海戦役25, Barutokai sen'eki 25) - Chapitre 150 : Guerre en mer Baltique (26ème partie) (バルト海戦役26, Barutokai sen'eki 26) - Chapitre 151 : Guerre en mer Baltique (27ème partie) (バルト海戦役27, Barutokai sen'eki 27) - Chapitre 152 : Guerre en mer Baltique (28ème partie) (バルト海戦役28, Barutokai sen'eki 28)                                       |                   |                   |                  |                                                                          |
| 22 | 21 juin 2019      | 978-4-06-515180-8 | 5 décembre 2019  | 978-2-368-52840-2                                                        |
| Liste des chapitres : - Chapitre 153 : Guerre en mer Baltique (29ème partie) (バルト海戦役29, Barutokai sen'eki 29) - Chapitre 154 : Guerre en mer Baltique (30ème partie) (バルト海戦役30, Barutokai sen'eki 30) - Chapitre 155 : Guerre en mer Baltique (31ème partie) (バルト海戦役31, Barutokai sen'eki 31) - Chapitre 156 : Guerre en mer Baltique (32ème partie) (バルト海戦役32, Barutokai sen'eki 32) - Chapitre 157 : Guerre en mer Baltique (33ème partie) (バルト海戦役33, Barutokai sen'eki 33) - Chapitre 158 : Guerre en mer Baltique (34ème partie) (バルト海戦役34, Barutokai sen'eki 34) - Chapitre 159 : Guerre en mer Baltique (35ème partie) (バルト海戦役35, Barutokai sen'eki 35) - Chapitre 160 : Guerre en mer Baltique (36ème partie) (バルト海戦役36, Barutokai sen'eki 36)                                       |                   |                   |                  |                                                                          |
| 23 | 22 novembre 2019  | 978-4-06-517507-1 | 9 juillet 2020   | 978-2-368-52961-4                                                        |
| Liste des chapitres : - Chapitre 161 : La décision de Sigurd (シグルドの決断, Shigurudo no ketsudan) - Chapitre 162 : Le retour de Sigurd (シグルドの帰還, Shigurudo no kikan) - Chapitre 163 : Sig et Hall (シグやんとハトちゃん, Sigu-yan to Hato-chan) - Chapitre 164 : La rébellion de Sigurd (シグルドの反抗, Shigurudo no Hankō) - Chapitre 165 : Le départ de Sigurd (シグルドの出立, Shigurudo no Shuttatsu) - Chapitre 166 : Le mariage (結婚, Kekkon) - Bonus : Bientôt viendra le temps des adieux (one-shot paru en 2004) |                   |                   |                  |                                                                          |
| 24 | 23 octobre 2020   | 978-4-06-521004-8 | 8 avril 2021     | 978-2-368-52962-1                                                        |
| Liste des chapitres : - Chapitre 167 : La route vers l'Ouest (1) (西方航路①, Seihō Kōro (1)) - Chapitre 168 : La route vers l'Ouest (2) (西方航路②, Seihō Kōro (2)) - Chapitre 169 : La route vers l'Ouest (3) (西方航路③, Seihō Kōro (3)) - Chapitre 170 : La route vers l'Ouest (4) (西方航路④, Seihō Kōro (4)) - Chapitre 171 : La route vers l'Ouest (5) (西方航路⑤, Seihō Kōro (5)) - Chapitre 172 : La route vers l'Ouest (6) (西方航路⑤, Seihō Kōro (6)) - Chapitre 173 : La route vers l'Ouest (7) (西方航路⑦, Seihō Kōro (7)) - Chapitre 174 : La route vers l'Ouest (8) (西方航路⑧, Seihō Kōro (8)) - Chapitre 175 : La route vers l'Ouest (9) (西方航路⑨, Seihō Kōro (9)) |                   |                   |                  |                                                                          |
| 25 | 21 juillet 2021   | 978-4-06-523605-5 | 13 janvier 2022  | 978-2-380-71151-6                                                        |
| Liste des chapitres : - Chapitre 176 : La route vers l'Ouest (10) (西方航路, Seihō kōro (10)) - Chapitre 177 : La route vers l'Ouest (11) (西方航路⑪, Seihō kōro (11)) - Chapitre 178 : La route vers l'Ouest (12) (西方航路⑫, Seihō kōro (12)) - Chapitre 179 : La route vers l'Ouest (13) (西方航路⑬, Seihō kōro (13)) - Chapitre 180 : La route vers l'Ouest (14) (西方航路⑭, Seihō kōro (14)) - Chapitre 181 : Le nom du village (村の名前は, Mura no namae wa) - Chapitre 182 : L'homme le plus terrifiant (いちばん恐ろしい男, Ichiban osoroshī Otoko) - Chapitre 183 : Les natifs (先住民, Senjūmin) - Assassin's Creed Valhalla - Collaboration hors-série |                   |                   |                  |                                                                          |
| 26 | 23 mai 2022       | 978-4-06-527928-1 | 10 novembre 2022 | 978-2-380-71318-3                                                        |
| Liste des chapitres : - Chapitre 184 : Lnu (ウーヌゥ, Wunu) - Chapitre 185 : Le rêve de Nisqauji'j (ニスカワジ-ジュの夢, Nisukawaji'ju no Yume) - Chapitre 186 : Le dilemme de Cordelia (コ—デリアの懊悩, Kōderia no ōnō) - Chapitre 187 : L'exploration de Nisqauji'j (ニスカワジ-ジュの探検, Nisukawaji'ju no Tanken) - Chapitre 188 : Hild et le dieu de la forêt (ヒルドと森の神, Hirudo to Mori no Kami) - Chapitre 189 : Le rituel secret de Misque'g pi'gw (ミスグェゲブージュの秘術, Misugwegebu-ju no hijutsu) - Chapitre 190 : Débat sur Ragnarök (ラグナロク問答, Raguna Roku mondō) - Chapitre 191 : Ce jour-là (その日, Sonohi) |                   |                   |                  |                                                                          |
| 27 | 22 juin 2023      | 978-4-06-531910-9 | 9 novembre 2023  | 978-2-380-71545-3 (édition standard) 978-2-380-71433-3 (édition limitée) |
| Liste des chapitres : - Chapitre 192 : Un voyage de mille ans ① (千年航路①, Sen nen kōro ①) - Chapitre 193 : Un voyage de mille ans ② (千年航路②, Sen nen kōro ②) - Chapitre 194 : Un voyage de mille ans ③ (千年航路③, Sen nen kōro ③) - Chapitre 195 : Un voyage de mille ans ④ (千年航路④, Sen nen kōro ④) - Chapitre 196 : Un voyage de mille ans ⑤ (千年航路⑤, Sen nen Kōro ⑤) - Chapitre 197 : Un voyage de mille ans ⑥ (千年航路⑥, Sen nen Kōro ⑥) - Chapitre 198 : Un voyage de mille ans ⑦ (千年航路⑦, Sen nen Kōro ⑦) - Chapitre 199 : Un voyage de mille ans ⑧ (千年航路⑧, Sen nen Kōro ⑧) - Chapitre 200 : Un voyage de mille ans ⑨ (千年航路⑨, Sen nen Kōro ⑨) - Chapitre 201 : Un voyage de mille ans ⑩ (千年航路⑩, Sen nen Kōro ⑩)                                                                                           |                   |                   |                  |                                                                          |
| 28 | 21 juin 2024      | 978-4-06-535519-0 | 5 décembre 2024  | 979-1-042-01481-0                                                        |
| Liste des chapitres : - Chapitre 202 : Un voyage de mille ans ⑪ (千年航路⑪, Sen nen Kōro ⑪) - Chapitre 203 : Un voyage de mille ans ⑫ (千年航路⑫, Sen nen Kōro ⑫) - Chapitre 204 : Un voyage de mille ans ⑬ (千年航路⑬, Sen nen Kōro ⑬) - Chapitre 205 : Un voyage de mille ans ⑭ (千年航路⑭, Sen nen Kōro ⑭) - Chapitre 206 : Un voyage de mille ans ⑮ (千年航路⑮, Sen nen Kōro ⑮) - Chapitre 207 : Un voyage de mille ans ⑯ (千年航路⑯, Sen nen Kōro ⑯) - Chapitre 208 : Un voyage de mille ans ⑰ (千年航路⑰, Sen nen Kōro ⑰) - Chapitre 209 : Un voyage de mille ans ⑱ (千年航路⑱, Sen nen Kōro ⑱) |                   |                   |                  |                                                                          |
| 29 | 22 septembre 2025 |                   |                  |                                                                          |
| Liste des chapitres : - Chapitre 210 : Un voyage de mille ans ⑲ (千年航路⑲, Sen nen Kōro ⑲) - Chapitre 211 : Un voyage de mille ans ⑳ (千年航路⑳, Sen nen Kōro ⑳) - Chapitre 212 : Un voyage de mille ans ㉑ (千年航路㉑, Sen nen Kōro ㉑) - Chapitre 213 : Un voyage de mille ans ㉒ (千年航路㉒, Sen nen Kōro ㉒) - Chapitre 214 : Un voyage de mille ans ㉓ (千年航路㉓, Sen nen Kōro ㉓) - Chapitre 215 : Un voyage de mille ans ㉔ (千年航路㉔, Sen nen Kōro ㉔) - Chapitre 216 : Un voyage de mille ans ㉕ (千年航路㉕, Sen nen Kōro ㉕) - Chapitre 217 : Un voyage de mille ans ㉖ (千年航路㉖, Sen nen Kōro ㉖) - Chapitre 218 : Un voyage de mille ans ㉗ (千年航路㉗, Sen nen Kōro ㉗) - Chapitre 219 : Encore et encore (何度でも, Nandodemo) - Chapitre 220 : Quelque part, loin d'ici (ここではないどこか, Koko Ja Nai Dokoka) |                   |                   |                  |                                                                          |

### Kōdansha
1. 1 2  Tome 1
2. 1 2  Tome 2
3. 1 2  Tome 3
4. 1 2  Tome 4
5. 1 2  Tome 5
6. 1 2  Tome 6
7. 1 2  Tome 7
8. 1 2  Tome 8
9. 1 2  Tome 9
10. 1 2  Tome 10
11. 1 2  Tome 11
12. 1 2  Tome 12
13. 1 2  Tome 13
14. 1 2  Tome 14
15. 1 2  Tome 15
16. 1 2  Tome 16
17. 1 2  Tome 17
18. 1 2  Tome 18
19. 1 2  Tome 19
20. 1 2  Tome 20
21. 1 2  Tome 21
22. 1 2  Tome 22
23. 1 2  Tome 23
24. 1 2  Tome 24
25. 1 2  Tome 25
26. 1 2  Tome 26
27. 1 2  Tome 27
28. 1 2  Tome 28

### Kurokawa
1. 1 2  Tome 1
2. 1 2  Tome 2
3. 1 2  Tome 3
4. 1 2  Tome 4
5. 1 2  Tome 5
6. 1 2  Tome 6
7. 1 2  Tome 7
8. 1 2  Tome 8
9. 1 2  Tome 9
10. 1 2  Tome 10
11. 1 2  Tome 11
12. 1 2  Tome 12
13. 1 2  Tome 13
14. 1 2  Tome 14
15. 1 2  Tome 15
16. 1 2  Tome 16
17. 1 2  Tome 17
18. 1 2  Tome 18
19. 1 2  Tome 19
20. 1 2  Tome 20
21. 1 2  Tome 21
22. 1 2  Tome 22
23. 1 2  Tome 23
24. 1 2  Tome 24
25. 1 2  Tome 25
26. 1 2  Tome 26
27. 1 2  Tome 27
28. ↑  Tome 27 Collector
29. 1 2  Tome 28